# Echa Tygodnia
Przegląd Tygodnia, a następnie Echa Tygodnia – program informacyjny z tłumaczeniem na język migowy emitowany na antenie TVP2 w niedziele, a następnie soboty, od 29 marca 1987 do 25 lutego 2006.

## Historia
Program pojawił się pod koniec marca 1987 jako Przegląd tygodnia. Był emitowany w niedzielę o godzinie 930. W 1992 roku program zmienił godzinę emisji na 730. W 1993 roku program zmienił nazwę na Echa Tygodnia. We wrześniu 1999 roku zmieniono dzień emisji programu z niedzieli na soboty. 
Echa Tygodnia prowadziła Joanna Dukaczewska, którą w wyjątkowych sytuacjach zastępowała Danuta Holecka.
W marcu 2006 roku Echa Tygodnia zastąpiono przez Echa Panoramy.

## Opis
W programie podsumowywane były wydarzenia tygodnia z kraju i ze świata. Program był tłumaczony na język migowy.